# Raymanninus schmitti
Raymanninus schmitti là một loài cua dạng cua bơi duy nhất trong chi Raymanninus.

## Từ nguyên
Đặt theo tên Ray Manning, nhà giáp xác học.

## Phân loại
Rathbun xếp nó trong chi Benthochascon. Ng et al. (2008) xếp nó trong phân họ Polybiinae của họ Portunidae, nhưng Karasawa et al. (2008) và Grave et al. (2009) xếp nó trong họ Macropipidae. Schubart & Reuschel (2009) không đề cập tới vị trí cụ thể của nó, nhưng cho rằng nó có thể thuộc về dòng dõi tiến hóa khác biệt, chứ không phải trong họ Polybiidae (gộp Macropipidae và Polybiinae nghĩa Karasawa (2008), trừ Benthochascon và Ovalipes) và có thể cần định nghĩa của đơn vị phân loại mới. Các tác giả này cũng thận trọng cho rằng cần chờ đợi thêm kết quả phát sinh chủng loài của Raymanninus và các thành viên châu Mỹ của chi Ovalipes trước khi kết luận. Các tác giả khác như Spiridinov et al. (2014), Davie et al. (2015b), Evans (2018) xếp nó trong phân họ Geryoninae của họ Geryonidae, do chia sẻ nhiều đặc trưng quan trọng với phân họ này, gồm cả hình thái càng.

## Phân bố
Loài cua này là bản địa trung Đại Tây Dương (vịnh Mexico). Sống ở độ sâu 210–511 mét (689–1.677 ft).

## Đặc điểm
Có 4 răng cưa hình tam giác nhọn (kể cả răng cưa trên hốc mắt) ở mỗi bên của phần trước mai. Mai dạng lục giác. Chiều dài mai khoảng 50mm, bằng khoảng 0,76 chiều rộng mai. Càng của cua đực không đều về kích thước, nhưng càng của cua cái thì đều về kích thước. Khác B. hemingi ở mép phần trước bên của mai, chân hàm thứ 1 và thứ 3, càng và cấu trúc của mảnh cứng giáp ngực thứ tư của cua đực.